# Рыцарский зал Эрмитажа

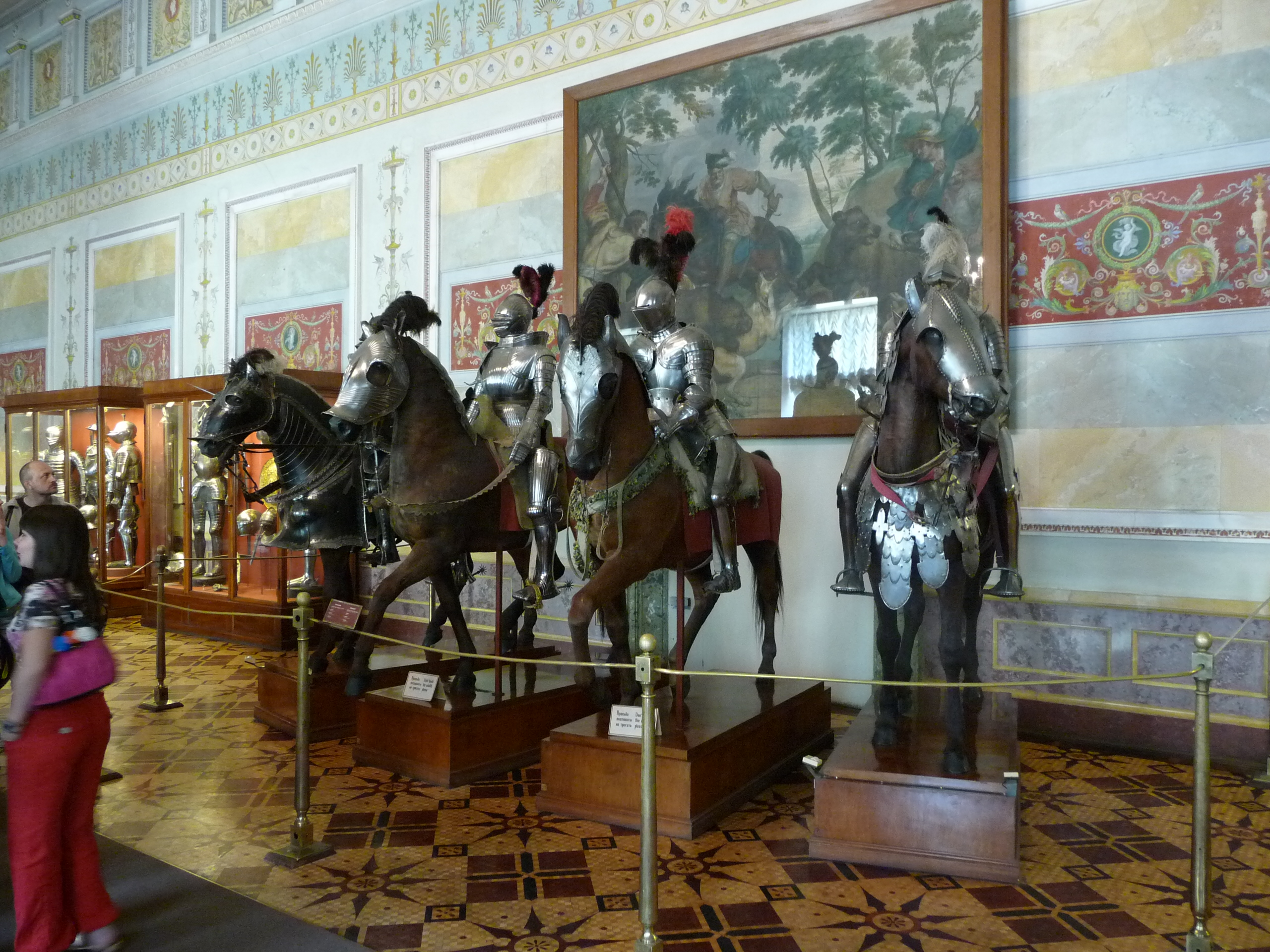

Рыцарский Зал — один из больших парадных залов в восточной части Нового Эрмитажа (зал № 243, 2 этаж)

## История
Первоначально зал, богато украшенный росписями в стиле неогрек, предназначался для выставки монет. Сейчас в зале находится часть богатейшей оружейной коллекции Эрмитажа, насчитывающей около 15 тысяч предметов. Экспозиция западноевропейского художественного оружия XV—XVII вв. представляет широкий диапазон предметов турнирного, парадного и охотничьего вооружения, а также рыцарские доспехи, холодное и огнестрельное оружие. В их числе изделия знаменитых мастеров, работавших в лучших оружейных мастерских Европы. Доспехи боевых коней надеты на чучела.

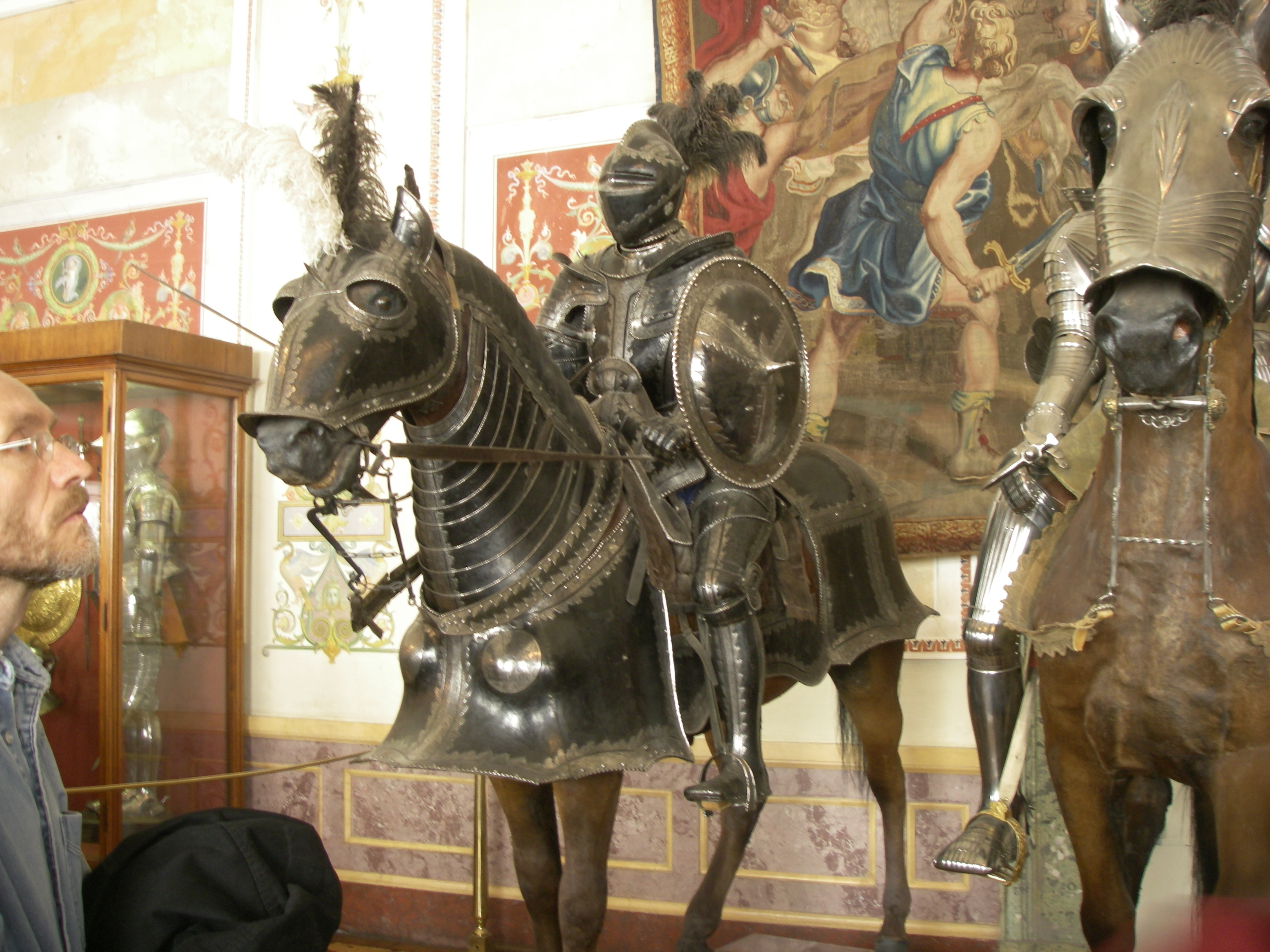
Конный рыцарский доспех
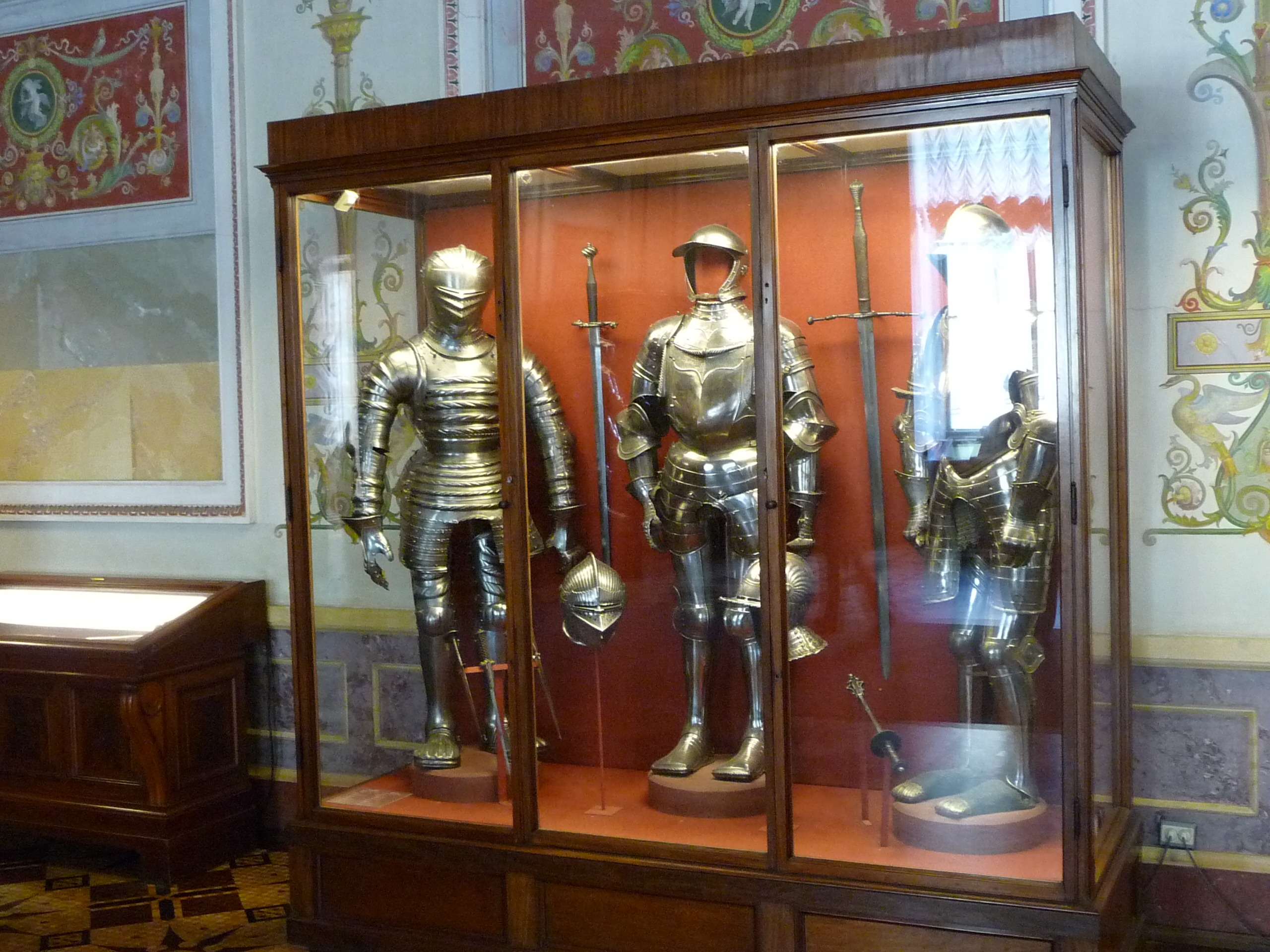
Витрина с пехотными доспехами и холодным оружием
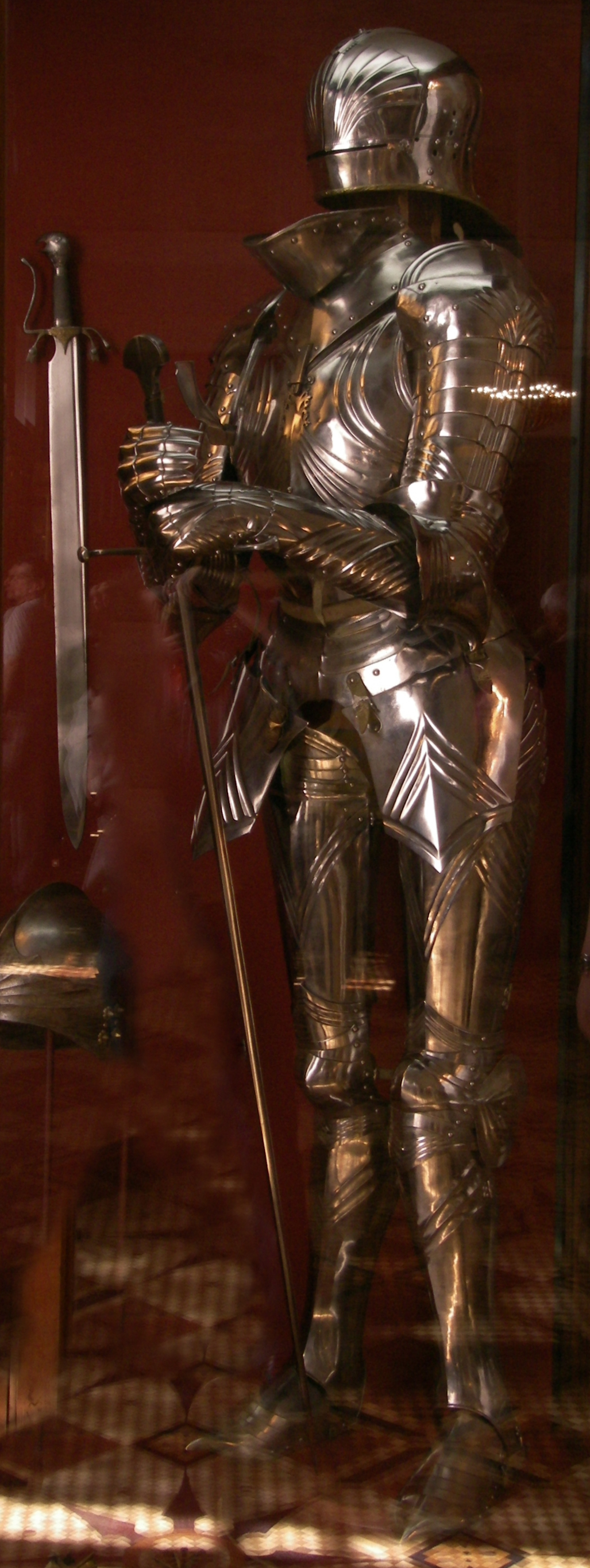
Готический доспех, Германия, Аугсбург, конец XV в. Мастер Лоренц Хельшмидт
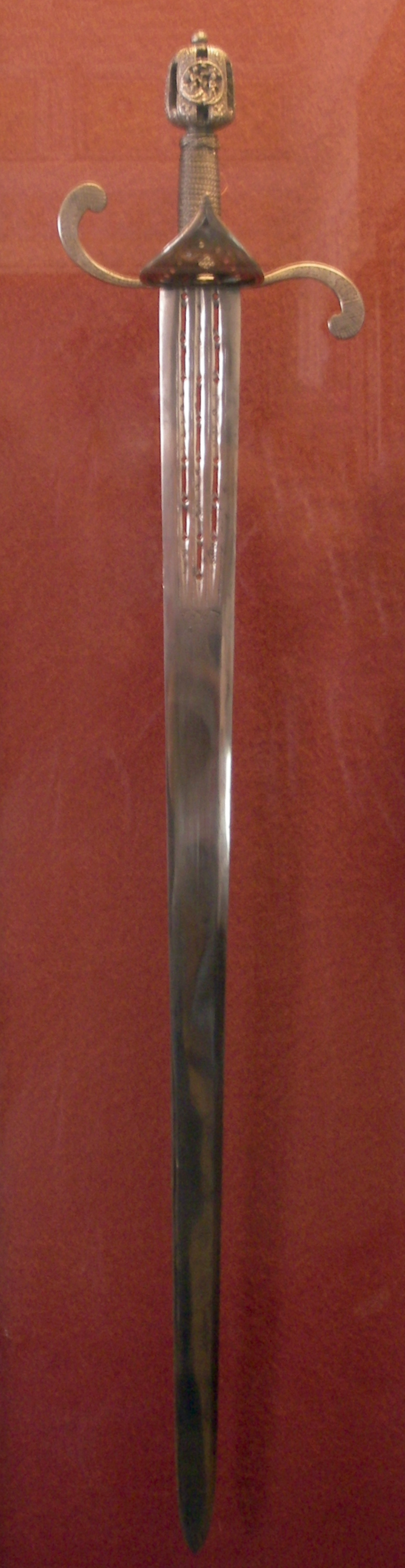
Меч. Толедо, Мастер Хуан де Аскойтийя, первая половина XVI в.